# Данг Ву Зунг
Данг Ву Зунг (вьет. Đặng Vũ Dũng, род. 1961) — вьетнамский шахматист.
Один из сильнейших шахматистов Вьетнама 1980-х гг.
Двукратный чемпион Вьетнама (1982 и 1985 гг.).
В последующие годы не добивался больших успехов, хотя продолжает время от времени выступать в национальных чемпионатах (есть сведения о турнирах 2000, 2001 и 2020 гг.).
За национальную сборную Вьетнама на международных соревнованиях высокого уровня не выступал.